# Крейнин, Абрам Владимирович
Абрам Владимирович Крейнин (23 октября 1918, Ставрополь — 7 января 2017, Москва) — экономист, доктор экономических наук (1984), заслуженный экономист РФ, специалист в области железнодорожных тарифов.

## Биография
Родился в Ставрополе 23 октября 1918 г. В марте 1932 г. переехал в Москву.
В 1936 г. поступил на Экономический факультет Московского института инженеров железнодорожного транспорта. Окончил МИИТ в 1941 году, защита диплома состоялась 17 июня 1941 г., а сразу после начала войны в июле 1941 г. был направлен в Военно-транспортную академию в Ленинграде и в декабре 1941 г. с присвоением звания лейтенанта, направлен на фронт в составе 105 Отдельного Дорожно-эксплуатационного батальона.. Прошёл всю войну с декабря 1941 по 1945 гг, награждён боевыми наградами.
После демобилизации в ноябре 1945 г. пришёл работать в центральное Грузовое управление Народного комиссариата путей сообщения (с 1946 г. — Министерства путей сообщения).
Затем был приглашён в тарифно-экономический отдел Главного коммерческого управления МПС.
При его активнейшем участии проходят послевоенные тарифные реформы 1949, 1950, 1952 и 1955 гг
В декабре 1963 г. стал старшим научным сотрудником ВНИИЖТа.
Через два года он организовал и возглавил Сектор ценообразования и тарифов в Отделении экономики, который существует до сих пор.
Являлся основным разработчиком тарифных реформ 1967 и 1974 гг. (переход на двухставочные тарифы) и реформы 1989 г.
Вспоминает его ученик д.э.н. Л. А. Мазо:

«Замысел Абрама Владимировича состоял в переходе от громоздкой, мало связанной с реальными перевозочными издержками системы к логически и экономически обоснованному построению грузовых тарифов на основе двухставочной модели. Разработка и реализация этого важного проекта происходила в два этапа — в 1967 и 1974 гг.».
Вплоть до самой смерти был членом редакционного совета журнала «Бюллетень транспортной информации».
Умер А. В. Крейнин на 99 году жизни 7 января 2017 г., в Москве.
В июне 2017 г. в Москве, в Центральном доме учёных РАН состоялся круглый стол памяти А. В. Крейнина, на котором выступили учёные, занимающиеся проблемами железнодорожных тарифов, в том числе его младшие коллеги и ученики.

## Научная и педагогическая деятельность
Ещё работая в МПС, Крейнин, стал проявлять интерес к научной работе. В 1956 г., в сентябрьском номере журнала «Железнодорожный транспорт» выходит его первая научная статья (в соавторстве с А. С. Архангельским) «Пути улучшения системы грузовых тарифов», в 1957 г. его работу «Вопросы ценообразования в системе железнодорожных грузовых тарифов» публикует журнал «Вопросы экономики».
Из статьи в газете «Гудок»:

«Об авторитете Крейнина в транспортной науке уже в это время свидетельствует тот факт, что когда академик Тигран Сергеевич Хачатуров готовил к изданию свою книгу „Экономика транспорта“ (вышла в 1959 г.), он позвонил Крейнину, передал ему черновик главы про тарифы и попросил: „Абрам Владимирович, прошу Вас прочесть этот материал и раскритиковать тут всё, что только можно раскритиковать“. Хачатуров понимал, что квалифицированная и безжалостная критика — самый лучший способ написать качественный материал.».
В 1963 г.под руководством д.э.н. Е. Д. Ханукова пишет и защищает кандидатскую диссертацию «Проблемы ценообразования на железнодорожные перевозки в социалистическом хозяйстве».
Научная деятельность у А. В. Крейнина тесно смыкается с просветительской: в 1969 г. в издательстве «Знание» выходит его брошюра «Цены и ценообразование на транспорте», кроме того, он читает лекции студентам ВЗИИТа (ныне — РОАТ МИИТ), ездит по стране с лекциями перед работниками грузового хозяйства.
В 1978 г. вышла монография А. В. Крейнина «Транспортные тарифы в СССР», которая до сих пор считается одной из самых серьёзных и глубоких работ из всего написанного по этой теме в Советском Союзе.
В 1984 г. в НИИ Ценообразования Госкомцена СССР защитил докторскую диссертацию «Экономические проблемы формирования транспортных тарифов в СССР».
После ухода на пенсию, продолжал научные изыскания: изучал материалы дореволюционных тарифных съездов и в 1998 г.подготовил аналитическую записку для вице-премьера [[:������, ����� ��������|Бориса Немцова]] о необходимости возрождения института общих тарифных съездов, на которых представители железных дорог, грузоотправители, представители органов власти обсуждали бы тарифную политику. Активно публиковался в газетах и журналах, в частности, в журнале «Бюллетень транспортной информации» был опуюликован цикл его статей по истории регулирования железнодорожных грузовых тарифов и по проблемам совершенствования пассажирских тарифов.
В 2004 г. вышла его очередная монография «Развитие системы железнодорожных грузовых тарифов и их регулирование в России», которая с небольшими дополнениями вышла вторым изданием в 2010 г.

## Основные работы

### Книги
- Крейнин А. В. Цены и ценообразование на транспорте — М.: Знание, 1969. — 63 с.
- Железнодорожные грузовые тарифы и методика их построения. Серия Труды ЦНИИ МПС/ Крейнин А. В., Малышев А. С., Мазо Л. А. /Под ред. А. В. Крейнина — М.: Транспорт, 1975. — 80 с.
- Крейнин А. В. Транспортные тарифы в СССР — М.: Транспорт, 1978. — 277 с.
- Крейнин А. В., Соловейчик М. З. Железнодорожные тарифы и таксировка, М.: Транспорт, 1981. — 184 с.
- Транспортные тарифы / А. П. Абрамов, В. А. Дмитриев, А. В. Крейнин, Л. А. Мазо — М.: Транспорт, 1988. — 232 с.
- Крейнин А. В. Развитие системы железнодорожных грузовых тарифов и их регулирование в России (1837—2004) — М.: НАТР, 2004—225 с.
- Крейнин А. В. Развитие системы железнодорожных грузовых тарифов и их регулирование в России (1837—2007) — М.: Издательский дом Международного университета в Москве, 2010. — 268 с.

### Статьи
- Архангельский А. С., Крейнин А. В. Пути улучшения системы грузовых тарифов // Железнодорожный транспорт. — 1956. — № 9.
- Архангельский А. С., Крейнин А. В. Вопросы ценообразования в системе железнодорожных грузовых тарифов // Вопросы экономики. — 1957. — № 11
- Крейнин А. В., Мазо Л. А. Новая система тарифов на перевозку грузов // Железнодорожный транспорт. — 1990. — № 3. — С.47-52.
- Крейнин А. В., Мазо Л. А., Вольфсон А. Л. Территориальная дифференциация грузовых тарифов // Железнодорожный транспорт. — 1992. — № 10. — С.56-62
- Крейнин А. В. Новые проблемы формирования тарифов в условиях подъёма экономики России // Бюллетень транспортной информации. — 2000. — № 5. — С.7-14.
- Крейнин А. В. Некоторые проблемы, связанные с Концепцией построения Прейскуранта № 10-01 (тарифного руководства № 1) // Бюллетень транспортной информации. — 2008. — № 8. — С.2-7.
- Крейнин А. В. Насущные проблемы формирования железнодорожных тарифов // Бюллетень транспортной информации. — 2006. — № 4. — С.2-9.
- Крейнин А. В. О совершенствовании системы железнодорожных тарифов и их регулировании в России //Бюллетень транспортной информации. — 2010. — № 5. — С.6-11.